# نوتيكا (شركة ملابس)
نوتيكا (بالإنجليزية: Nautica)‏ هي ماركة ملابس أمريكية شبه فاخرة تابعة لمجموعة العلامات التجارية الأصلية (Authentic Brands Group) وتُنتِج في المقام الأول ملابس الرجال والنساء والأطفال والأكسسوارات بالإضافة إلى الساعات والعطور. تأسست نوتيكا في عام 1983 من قبل مصمم الملابس ديفيد تشو وشريكه. تم شراؤها نقداً في عام 1984 من قبل شركة ستيت-أو-ماين (State-O-Maine)، وهي شركة ملابس مقرها في نيويورك. غيرت ستيت-أو-ماين اسمها إلى نوتيكا في عام 1994 إلى أن اشترتها شركة في إف (VF) في عام 2003.
يعود اسم نوتيكا (Nautica) الكلمة اللاتينية nauticus التي تأتي من الكلمة اليونانية ναυτικός وتعني في اللغة الإيطالية المهارة في البحرية.
في مارس 2018، أعلنت مجموعة العلامات التجارية الأصلية (Authentic Brands Group) أنها ستستحوذ على نوتيكا من شركة في إف (VF). اكتملت عملية البيع في 30 أبريل 2018.

## وصلات خارجية
- الموقع الرسمي